# Pedro Bellver y Llop
Pedro Bellver y Llop (Villarreal, 19 de octubre de 1767 - Valencia, 30 de marzo de 1825) fue un escultor español.

## Biografía
Era hermano mayor del también escultor Francisco Bellver y Llop. Fue discípulo de la Real Academia de Bellas Artes de San Carlos junto con José Ginés y José Cotanda. En los concursos de premios abiertos por dicha entidad en los años de 1786, 1789 y 1792 se presentó a disputarlos, alcanzando en la segunda uno de segunda clase y en el tercero otro premio de primera clase. Estando prometido a una joven de familia distinguida, y la boda planeada para Valencia, cuenta Ossorio y Bernard que una intriga hizo que ambos amantes tomasen el hábito religioso. Bellver entró en 1794 en el Monasterio de San Miguel de los Reyes  donde falleció, aunque entre 1807 y 1817 permaneció en los monasterios trapenses de Maella y Córdoba con el nombre de Fray Miguel Bellver. Fueron sobrinos suyos Francisco, José y Mariano Bellver, también escultores.